# تعزيز انتقال الحرارة
تعزيز انتقال الحرارة أو تحسين انتقال الحرارة، عملية زيادة فعالية المبادلات الحرارية. يمكن تحقيق هذا بزيادة استطاعة انتقال الحرارة لجهاز ما أو عن طريق تخفيض ضياعات الضغط التي ينتجها الجهاز. يمكن تطبيق عدة تقنيات لتحقيق ذلك، ومن بينها توليد تدفقات ثانوية قوية أو زيادة اضطراب الطبقة الحدية.

## المبدأ
في أولى محاولات تحسين الانتقال الحراري، استُخدمت أجسام ذات سطوح مستوية (أو ناعمة). يتطلب هذا النوع من السطوح شكلًا هندسيًّا خاصًّا قادرًا على توفير قيم {\displaystyle {hA}} أعلى لواحدة مساحة السطح بالمقارنة مع سطح مستوٍ. تدعى نسبة قيمة {\displaystyle {hA}} للسطح المحسن إلى قيمتها للسطح المستوي نسبة التعزيز {\displaystyle E_{h}}.
إذن:
{\displaystyle E_{h}={hA \over (hA)_{p}}}
معدل انتقال الحرارة لمبادل حراري ذي جريان عكسي بين مائعين يعطى بالعلاقة:
{\displaystyle {Q=UA\Delta T_{m}}}
بهدف توضيح فوائد التحسين، نضرب ونقسم على طول الأنبوب الكلي L في المعادلة
{\displaystyle {Q={UA \over L}L\Delta T_{m}}}
حيث {\displaystyle {L \over UA}} المقاومة الحرارية الكلية لواحدة طول الأنبوب وتعطى بالعلاقة:
{\displaystyle {L \over UA}={L \over \eta _{1}h_{1}A_{1}}+{Lt_{w} \over k_{w}A_{m}}+{L \over \eta _{2}h_{2}A_{2}}}
يشير الدليلان 1 و2 إلى المائعين المختلفين. فعالية السطح تتمثل باستعمال {\displaystyle {\eta }} سطوحًا موسعةً. يجب مراعاة أن المعادلة السابقة لا تتضمن مقاومات الترسبات بسبب بساطتها، وهي -أي المقاومات الناتجة عن الترسبات- قد تكون هامة. لتحسين أداء مبادل حراري، يجب زيادة قيمة {\displaystyle {UA \over L}}. للوصول إلى مقاومة حرارية أقل، يمكن استعمال هندسة السطح المحسَّن لزيادة إحدى القيمتين أو كلتيهما {\displaystyle {hA \over L}} بالنسبة للسطوح المستوية، ما يؤدي إلى مقاومة حرارية أقل لواحدة طول الأنبوب،{\displaystyle {L \over UA}}. يمكن استخدام القيمة المخفضة هذه للوصول إلى أحد الأهداف الثلاثة:
1. تخفيض الحجم. بالحفاظ على ثبات معدل التبادل الحراري {\displaystyle {Q}}، يمكن تقليل طول المبادل الحراري، ما يعني الحصول على مبادل حراري أصغر.
2. زيادة {\displaystyle {UA}}.

- تقليل الفرق في درجات الحرارة الوسطية {\displaystyle {\Delta t_{m}}}: بالحفاظ على ثبات كل من {\displaystyle {Q}} والطول، يمكن تقليل {\displaystyle {\Delta t_{m}}} ما يزيد فعالية العمليات الترمودينامكية ويؤدي بالتالي إلى تخفيض كلفة التشغيل.
- زيادة التبادل الحراري: تؤدي زيادة {\displaystyle {UA \over L}} مع الحفاظ على طول ثابت إلى زيادة {\displaystyle {Q}} لأجل درجة حرارة ثابتة لدخول المائع.

3. تخفيض استطاعة الضخ عند نفس الأداء الحراري. سيتطلب هذا سرعات تشغيل أقل مما يتطلبه السطح المستوي بالإضافة إلى مساحة أمامية (جبهية) غير مرغوب بها عادةً.
وفقًا للهدف من التصميم، يمكن اختيار أي من تحسينات الأداء الثلاث على سطح محسن، وباستخدام أي من طرق التحسين المذكورة يمكن تمامًا تحقيق ذلك.

## الجريان الداخلي
هناك عدة خيارات متوافرة لتحسين الانتقال الحراري. يمكن تحقيق ذلك بزيادة مساحة السطح للحمل الحراري و/أو زيادة معامل الانتقال بالحمل الحراري. مثلًا، يمكن استخدام خشونة السطح لزيادة {\displaystyle {h}} بهدف تعزيز الاضطراب. يمكن تحقيق ذلك بالتشغيل الآلي أو أنواع أخرى من الإضافات كسلك الوشيعة النابضية. توفر الإضافة خشونة حلزونية على تلامس مع السطح. يمكن أيضًا زيادة معامل الحمل الحراري بإضافة شريط ملتف يتألف من لفات دورية على مدى 360 درجة. تجعل الإضافات المماسية سرعة الجريان قرب جدار الأنبوب أمثليةً، مع توفيرها مساحة أكبر لانتقال الحرارة. في حين يمكن تحقيق زيادة المساحة ومعامل الحمل الحراري بوضع إضافات على شكل ريش لولبية أو أضلاع. يجب أخذ المؤثرات الأخرى كانخفاض الضغط بعين الاعتبار لعمل المبادل بما يوافق حدود استطاعة المضخة أو المروحة.

### الأنبوب الملتف حلزونيًّا
يمكن لإضافة وشيعة نابضية تحسين انتقال الحرارة دون الحاجة إلى اضطراب أو إلى مساحة سطح تبادل حراري إضافية. يُحرَّض جريان ثانوي في المائع مولدّا إعصارين طوليين. يمكن أن يؤدي هذا إلى {\displaystyle {h}} محلية شديدة عدم الانتظام حول محيط الأنبوب. ما يؤدي إلى تعلق معاملات انتقال الحرارة المحلية بالموقع على طول الأنبوب ({\displaystyle {x}}). بافتراض ثبات شروط التدفق الحراري، يمكن تقدير درجة الحرارة الوسطية للمائع {\displaystyle {T_{m}(x)}} كما يلي:
{\displaystyle {T_{m}(x)=T_{m},_{i}+{q''_{s}P \over {\dot {m}}c_{p}}x}} حيث {\displaystyle {q''_{s}}} = ثابت
تكون درجات الحرارة الأعظمية للمائع حاضرة قرب جدار الأنبوب عند تسخين المائع، وبسبب شدة تعلق معامل الانتقال الحراري بالزاوية {\displaystyle {\phi }}؛ ليس حساب القيمة المحلية العظمة لدرجة الحرارة أمرًا سهلًا. لذلك فإن علاقات عدد نوسيلت المحسوبة محيطيًّا بشكل وسطي ليست ذات أهمية كبرى –أو أي أهمية- عند الإبقاء على ثبات شروط التدفق الحراري. من جهة أخرى، فإن حسابات عدد نوسلت المأخوذة محيطيًّا بشكل وسطي عند ثبات درجة حرارة الجدار ذات أهمية كبيرة.
التدفق الثانوي:
- يزيد معدلات انتقال الحرارة.
- يزيد ضياعات الاحتكاك.
- ينقص طول الدخول.
- يخفض الفرق في معدلات الحرارة بين الحالتين الصفائحية والمضطربة، بعكس حالة الأنبوب المستقيم.

يهمَل أثر خطوة الوشيعة S على انخفاض الضغط ومعدلات انتقال الحرارة. عدد رينولدز الحرج لبدء الاضطراب في حالة الأنبوب الحلزوني هو:
{\displaystyle {Re_{D,c,h}=Re_{D,c}[1+12(D/C)^{0.5}]}}
حيث {\displaystyle {Re_{D,c}}} تعطى بالعلاقة {\displaystyle {Re_{D,c}\approx 2300}} في حالة مضطربة ومكتملة (مستقرة).
تعتمد فترة التأخر في الانتقال من الحالة الصفائحية إلى المضطربة بشدة على التدفقات الثانوية القوية المرافقة للأنابيب الحلزونية محكمة اللف. عامل الاحتكاك لجريان صفائحي مكتمل فيه {\displaystyle {C/D\geq 3}} هو:
{\displaystyle {f={64 \over Re_{D}}}} حيث {\displaystyle {Re_{D}(D/C)^{0.5}\leq 30}}
و
{\displaystyle {f={27 \over Re_{D}^{0.725}}(D/C)^{0.1375}}} لأجل {\displaystyle {30\leq Re_{D}(D/C)^{0.5}\leq 300}}
و
{\displaystyle {f={7.2 \over Re_{D}^{0.5}}(D/C)^{0.25}}} حيث {\displaystyle {300\leq Re_{D}(D/C)^{0.5}}}
للحالات التي فيها {\displaystyle {C/D\leq 3}}، هناك توصيات قدمها شاه وجوشي. يمكن استخدام معامل انتقال الحرارة في المعادلة لأجل معادلة قانون نيوتن للتبريد
{\displaystyle {q''_{s}=h(T_{s}-T_{m})}}
ويمكن تقديرها من العلاقة:
{\displaystyle {Nu_{D}=\left[\left(3.66+{4.343 \over a}\right)^{3}+1.158\left({Re_{D}(D/C)^{0.5} \over b}\right)^{3 \over 2}\right]^{1 \over 3}\left({\mu  \over \mu _{s}}\right)^{0.14}}}
حيث {\displaystyle {a=\left(1+{927(C/D) \over Re_{D}^{2}Pr}\right)}} و{\displaystyle {b=1+{0.477 \over Pr}}}
بُنيت علاقات عامل الاحتكاك في الحالة المضطربة على معطيات محدودة. يهمل أثر زيادة انتقال الحرارة بسبب التدفق الثانوي في حالة الجريان المضطرب مشكلًا ما تقل نسبته عن 10% لأجل {\displaystyle {C/D\geq 20}}. وبعد، يُستعمل الازدياد الناتج عن استخدام الأنابيب الحلزونية الملتفة بسبب التدفق الثانوي عادةً بشكل حصري للحالات التي يكون فيها الجريان صفائحيًّا. في هذه الحالة/ يكون طول الدخول أقصر بنسبة 20% حتى 50% بالمقارنة مع الأنبوب المستقيم. في حالة الجريان المضطرب، يصبح الجريان مكتملًا خلال نصف الدورة الأولى من الأنبوب الحلزوني الملتف. لهذا السبب، يمكن إهمال منطقة الدخول في العديد من الحسابات الهندسية. إذا سُخن الغاز أو السائل في أنبوب مستقيم، فإن المائع الذي يمر بجوار المحور سيخرج من الأنبوب خلال وقت أقصر بكثير وسيكون دائمًا أبرد من المائع المار بجوار الجدار.